# Протесты в Греции (2010—2012)

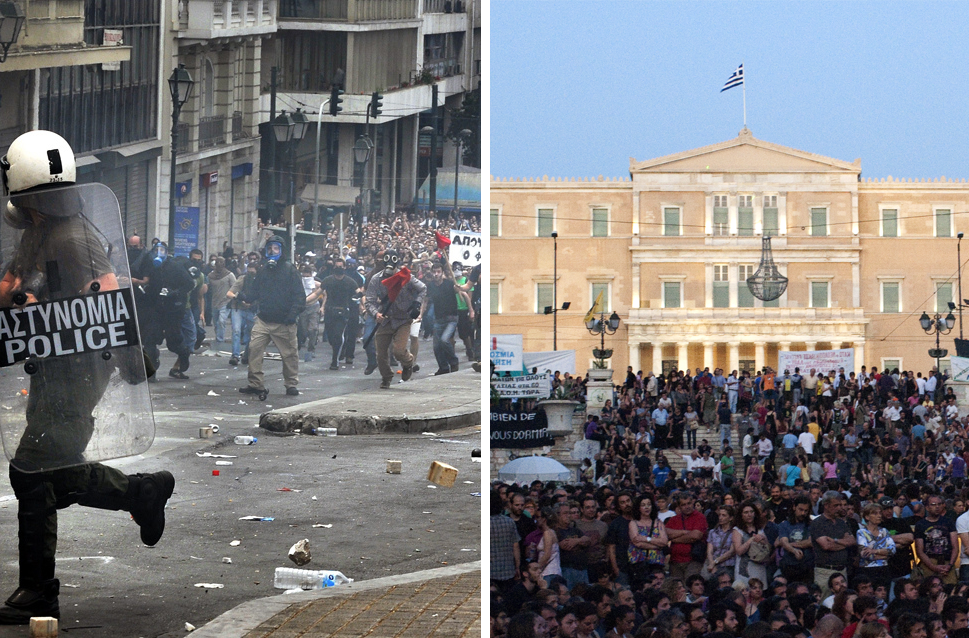
Протесты 2010 года

Общенациональная забастовка в Греции началась как Всегреческая забастовка государственных служащих 4 мая 2010 года в ответ на правительственную программу жёсткой экономии, внедрённую для преодоления долгового кризиса в 2010 году.
Активное участие в организации массовых демонстраций и акций протеста приняли греческие профсоюзы. По их мнению, предложенные правительством Георгиоса Папандреу меры по выходу из кризиса несправедливые, а от предлагаемых мер по сокращению бюджетного дефицита в первую очередь пострадают рядовые работники, а владельцев крупных компаний и финансистов, виновных в кризисе, они не затронут. Джон Монкс, глава Европейской конфедерации профсоюзов, заметил:
Теперь уже каждый понял, что ответ Евросоюза был нерешительным, неудачно сформулированным, а сейчас уже стал определённо опасным не только для Греции, но и для всех стран ЕС.
По призыву Всеобщей конфедерации труда Греции к протестующим 5 мая присоединились работники частного сектора. События 5 мая обернулись настоящей трагедией: демонстрация переросла в массовые беспорядки, 3 человека погибли при поджогах домов, десятки получили травмы. Корреспонденты Euronews, описывая события 5 мая сообщили:
Атакованы банки и парламент: в Афинах уже не осталось учреждений, в которых можно чувствовать себя в безопасности. Другими словами – Греция пережила сегодня гражданскую войну.

## Предпосылки и предшествующие события
С февраля 2010 года в стране регулярно происходят забастовки. Общенациональная забастовка состоялась 24 февраля 2010 года как знак несогласия с чрезвычайными правительственными мерами по спасению экономики. В течение забастовки полностью закрылось воздушное пространство, на приколе стояли поезда и паромы; также музеи не принимали туристов. Забастовка сопровождалась столкновениями с полицией, которая вынуждена была использовать слезоточивый газ.
В начале марта в Афинах и Салониках прошли массовые демонстрации, сопровождавшиеся столкновениями с полицией. Эти акции протеста стали самыми массовыми с момента обнародования правительством социалистов плана сокращения национального долга страны и обуздания бюджетного дефицита. Программа правительства, направленная на то, чтобы на протяжении 2010 года снизить этот показатель до 8,7 %, а также уменьшить национальный долг, составляющий 300 млрд евро, предусматривает следующие меры: замораживание зарплат работникам бюджетной сферы, 10-процентное сокращение пособия работникам госсектора, повышение пенсионного возраста к 2015 году до 63 лет, а также увеличение акцизов на бензин, алкоголь и табак. 4 марта в одной из акций протеста во время столкновения с полицией от слезоточивого газа пострадал национальный герой Греции Манолис Глезос, который получил ожог роговицы глаз. После этого инцидента власти приняли решение отказаться от слезоточивого газа для разгона демонстрантов.
В апреле забастовки и акции протеста возобновились. В частности, с 23 апреля манифестанты на 2 суток заблокировали порт Пирея — крупнейший пассажирский порт Европы. 24 апреля состоялась 24-часовая общенациональная забастовка госслужащих, в которой приняли все государственные учреждения, включая министерства и ведомства, налоговые инспекции, страховые фонды, государственные банки и таможни. Также бастовали учителя школ и преподаватели вузов. Среди бастующих оказались также судебные работники и актёры. 30 апреля 2010 года в Афинах произошли столкновения протестующих с полицией.
Кроме того, нередки были случаи взрывов самодельных устройств в столице Греции и Салониках, в частности, в феврале и в начале апреля.

## 4 и 5 мая
2 мая 2010 года 16 стран Евросоюза и МВФ договорились о выделении Греции финансовой помощи в размере 110 млрд евро (80 млрд от ЕС и ещё 30 млрд от МВФ). Правительство страны приняло предложение, а следовательно, и неотвратимость принятия программы сокращения бюджетных расходов. В ответ на это Всеобщая конфедерация труда Греции 4-5 мая организовала общенациональную забастовку госслужащих, 5 мая к ним присоединились работники частного сектора. Митингующие планировали прекратить авиасообщение как внутри страны, так и международное, работу железных дорог, закрыть все магазины, на работу не вышли медики и журналисты. Уже 4 мая к протестующим присоединились греческие военные.
4 мая утром около ста участников коммунистического профсоюза Всерабочий фронт борьбы устроили акцию протеста на афинском Акрополе. Они установили два больших транспаранта с лозунгом «Вставайте, народы Европы» на английском и греческом языках. Днём столкновения демонстрантов и полиции произошли на площади Синтагма. Несколько десятков демонстрантов закидывали полицию у здания Греческого парламента камнями и бутылками с водой. В ответ стражи порядка применили слезоточивый газ.
Вечером 4 апреля около 50 учителей, работающих по временным контрактам и которым грозит увольнение из-за введённых меры экономии, собрались у государственной телерадиокомпании ERT. После короткой драки со спецназом полиции около десятка протестующих проникли в студию, где шла запись интервью с министром образования Анной Диамандопулу. Несколько человек также прервали выпуск новостей, который шёл в прямом эфире.
5 мая началась общенациональная забастовка, к госслужащим присоединились работники частного сектора. После обеда демонстрация переросла в массовые беспорядки, СМИ сообщали о 60 тысячах протестующих только в столице страны. В Афинах состоялась попытка штурмовать Греческий парламент: демонстранты забрасывали полицейских камнями и бутылками с зажигательной смесью. Те в ответ применили слезоточивый газ.
Протестующие бросали бутылки с зажигательной смесью в витрины магазинов и банков. Здание Marfin Bank подожгли, увидев, что там работают люди во время всеобщей забастовки. В результате пожара погибли 3 человека: две женщины, одна из которых была беременной, и мужчина. Все они погибли, спасаясь от огня.
Произошли и другие поджоги, в частности одно здание вблизи парламента. Для восстановления порядка в Афинах местные власти мобилизовали всех работающих в городе сотрудников полиции. В итоге 3 человека погибли, пострадали 29 полицейских, 28 человек задержаны, из них 12 арестованы.
5 мая массовые беспорядки произошли и в Салониках: молодёжь в масках громила магазины и банки, поджигала мусорные баки. Полиция применила слезоточивый газ, разогнав не только нападающих, но и часть тысячной демонстрации. Беспорядки произошли в нескольких районах города, в том числе около университета, где забаррикадировалась группа молодёжи (поскольку университеты в Греции неприкосновенны для полиции), которая закидывала полицию камнями. По итогам беспорядков в Салониках задержаны около 30 человек.

## Дальнейшие события
6 мая профсоюз банковских служащих Греции объявил 24-часовую забастовку в знак протеста против гибели трёх сотрудников банка в Афинах. Кроме правительства они обвиняли руководство коммерческих банков, которые запретили своим сотрудникам участвовать в забастовке 5 мая и требовали во время столкновений оставаться на рабочем месте. Судебные медики установили, что работники банка не получили серьёзные ожоги, а погибли от асфиксии. Греческие профсоюзы работников частного сектора и госслужащие призвали своих участников выйти на митинг к зданию парламента в Афинах после обеда 6 апреля. Кроме того, все профсоюзы страны осудили использование митингующими зажигательных смесей и вандализм, совершённый на улицах греческих городов 5 мая. Впрочем, на афинской площади Синтагма демонстранты бросали в стражей порядка камни и поджигали мусорные баки. Полиция применила слезоточивый газ. В ходе столкновений пострадали около 60 человек, в том числе более 40 полицейских. 70 манифестантов задержаны.
7 мая состоялось захоронение жертв беспорядков 5 числа, траурная церемония прошла в пригороде Афин. 8 мая Всегреческая фармакологическая ассоциация объявила о 48-часовой забастовке предприятий фармакологии, из-за чего в понедельник и вторник 10-11 мая по всей стране не будут работать аптеки. 12 мая провели в Афинах очередную забастовку крупнейшие греческие профсоюзы госслужащих и работников частного сектора. 15 мая массовый митинг протеста в Афинах провела Коммунистическая партия Греции. 20 мая состоялся четвёртая общенациональная 24-часовая забастовка против изменений в пенсионной системе: в стране на сутки прекратили работу государственные предприятия, банки, университеты и школы, судебные учреждения, в больницах принимали только в срочных случаях; прекратилось железнодорожное сообщение, в Афинах не работал весь общественный транспорт. Согласно различным источникам, в забастовке приняли участие от 20 до 40 тысяч граждан. Для охраны правопорядка только в столице мобилизовали 1700 полицейских.
Кроме того, 13 мая в Афинах под стенами городской тюрьмы раздался мощный взрыв. 15 мая в здании городского суда в Салониках также произошёл взрыв. Ни одна из действующих в стране радикальных экстремистских группировок не взяла на себя ответственность за взрывы. 2 июня в Салониках в отделении Piraeus Bank 54-летний мужчина, клиент банка, который столкнулся с финансовыми трудностями, совершил самоподжог.
26 мая просьбу министра экономики и торгового флота Луки Кацели начать диалог отклонила Федерация профсоюзов GSEE. Всегреческая морская федерация объявила о 24-часовой забастовке, которая состоится 31 мая и распространится на все порты Греции. 3 июня состоялась 24-часовая забастовка транспортников и журналистов, кроме них бастовали юристы и нотариусы. Федерации профсоюзов GSEE и ADEDI проводят митинг в центре Афин 5 июня. 11 июня 2010 состоялась 24-часовая забастовка работников железнодорожного транспорта, поскольку накануне Кабинет министров Греции обнародовал планы продать до 49 % государственной компании TRAINOSE — монопольного оператора греческих железных дорог, одновременно обсуждать план приватизации с работниками власти отказались. Работники сферы туризма провели 5-часовую забастовку 15 июня. Генеральная конфедерация работников Греции GSEE, а также Федерация государственных служащих ADEDI провели новые акции протеста 16 июня на площади Клафтмонос в центре Афин, чтобы правительство страны отказалось от внедрения новой пенсионной системы. Кроме того, бастовали работники Афинского метрополитена, радио и телевидения. После принятия правительством закона о либерализации рынка труда, который позволит работодателям регулярно проводить сокращение штата работников, ожидается мощная волна забастовок.
Ночью 23 июня 2010 самодельное взрывное устройство сработало в северном афинском районе Халандри. В тот же день бастующие заблокировали крупнейший пассажирский порт Европы в Пирее (хотя 28 июня суд признал забастовку незаконной). Волна протестов прокатилась по 50 городам страны. Тысячи туристов пострадали из-за забастовки греческих моряков, сотрудников портов и железнодорожников. Поезда перестали ходить даже к Афинскому аэропорту «Элефтериос Венизелос». 24 июня от взрыва самодельного устройства погиб адъютант министра охраны правопорядка Греции Георгиос Василакис, открывший бомбу-ловушку, присланную как подарочная посылка. За взрывом могла стоять группировка «Революционная борьба». Очередная 24-часовая общенациональная забастовка состоялась 29 июня, управляемая профсоюзными ассоциациями GSEE и ADEDY, в ней приняли участие более 3 миллионов работников государственного и частного секторов.
Новая общенациональная 24-часовая забастовка состоялась 8 июля, протестные действия были направлены против сокращения пенсий, повышения пенсионного возраста, снижения минимальной заработной платы и выплат за выслугу лет. Федерация профсоюзов ADEDY объявила о новой общенациональной забастовке 15 июля в знак несогласия с пенсионной реформой. Также работники греческих муниципалитетов захватили дома мэрий в знак протеста против плана укрупнения административно-территориальной системы Греции, в результате чего служащие потеряют работу.
В конце июля владельцы фур и бензовозов перекрыли автомагистрали с требованием отозвать законопроект о либерализации рынка грузоперевозок — одного из условий, под которое ЕС и МВФ выдали Греции кредит. Из-за продолжительных забастовок страна оказалась на грани «бензинового» кризиса: закрылась каждая вторая заправка, у работающих бензоколонок — многочасовые очереди. Это грозило Афинам и Салоникам транспортным коллапсом. В ответ 28 июля Георгиос Папандреу принял решение о насильственном прекращении забастовки водителей грузовиков и автоцистерн — бастующих водителей грузовиков будут штрафовать и арестовывать. 29 июля произошло столкновение бастующих водителей и полиции. Полиция применила слезоточивый газ, а между тем забастовка продолжалась 4-й день. На бензозаправках не было топлива. 30 июля более 10 греческих профсоюзов и общественных организаций подали в суд заявление с требованием признать недействительным соглашение страны с Евросоюзом и МВФ. 31 июля забастовка водителей грузовиков закончилась, и снабжение страны бензином возобновилось.

## Вторая волна забастовок
После месячного перерыва в забастовках 8-9 сентября бастовали Афинская пригородная железная дорога, железнодорожная компания OSE (движение поездов прекратилось по всей стране на 6 часов), на 6 часов прекратил работу Афинский метрополитен. Основное требование забастовщиков — отказ правительства от планов приватизации отрасли, поскольку сейчас греческий общественный транспорт дотационный. 10 сентября о намерении провести забастовки объявили и профсоюзы Салоник накануне открытия 75-й Международной выставки. В церемонии открытия принял участие премьер-министр Георгиос Папандреу, во время выступления председателя правительства страны пожилой мужчина в знак протеста бросил в Папандреу ботинком; собственно речь премьер-министра вызвала волну критики особенно от партии Новая демократия.
13 сентября 2010 забастовку провели владельцы грузовиков и бензовозов. На сутки остановили свою работу железнодорожники, водители грузовиков, владельцы бензоколонок. Профсоюз работников путей сообщения выступил против желания правительства приватизировать крупнейшую монопольную компанию — «Организацию железных дорог Греции». Её долги превышают 10 миллиардов евро. Владельцы заправочных станций недовольны тем, что власть установила предел на розничную цену топлива, а работники отрасли протестуют против планов правительства отменить закрытый характер профессии и в будущем выдавать всем желающим лицензии на грузовые перевозки. Вместе с тем, забастовки вызвали панический спрос на бензин. 20 сентября забастовка водителей автоцистерн, которая длилась уже почти неделю, привела практически к полному параличу дорожного движения на национальных шоссе страны. Работники Организации греческих железных дорог объявили забастовку с 27 по 29 сентября включительно. Забастовка транспортников завершилась только 1 октября 2010 после нескольких раундов переговоров власти с профсоюзами.
5 октября 2010 провели 24-часовую забастовку работники государственных телеканалов и радиостанций ERT, требуя от правительства подписания коллективных договоров по найму. 6 октября к бастующим присоединились студенты учебных заведений городов Патры, Салоники, Афины и острова Крит. Власти опасались беспорядков. 7 октября общенациональную 24-часовую забастовку провели государственные служащие — транспортники, сотрудники коммунальных служб и городского хозяйства, медики, учителя, журналисты, авиадиспетчеры — управляемые профсоюзом ADEDY. Страна почти полностью была парализована забастовкой: закрыты госучреждения и школы, в медицинских учреждениях работали только службы экстренной помощи, парализовано транспортное сообщение, в том числе пассажирское, а также общественный городской транспорт, отменён ряд внутренних авиарейсов.
14 октября 2010 года работники министерства культуры Греции, трудящиеся по временным контрактам, заблокировали вход на Афинский акрополь. Власти применили силу принуждения полиции. 21 октября состоялась 24-часовая общенациональная забастовка работников союза археологов Греции.
В ноябре после победы на местных выборах в 8 из 13 регионов правящей партии ПАСОК и заявления Георгиоса Папандреу о готовности продолжать политику жёсткой экономии и реформирования экономики при поддержке подавляющего большинства населения Греции началась новая волна забастовок. 23 ноября 2010 24-часовую забастовку провели моряки Греции, отменив все внутренние рейсы, забастовку продлили до 30 ноября, отчего значительный ущерб понесли жители островов. Параллельно 30 ноября 24-часовую забастовку объявили работники СМИ.
7 декабря 2010 года на 24 часа прекратили движение афинский трамвай и автобусы, сутки также бастовали железнодорожники, в результате чего 35 маршрутов остались без сообщения со столицей. Столичный общественный транспорт не работал 12 и 13 декабря.
13 декабря 2010 парламент начал слушания законопроекта о трудовых отношениях, который предусматривает очередное снижение заработной платы работникам государственного сектора, а также поправки в налоговое законодательство, на что работники госсектора ответили 48-часовой забастовкой. До 17 декабря продлили забастовку работники общественного транспорта, в частности, в Афинах в этот день не работали все виды общественного транспорта. В результате забастовок 16 декабря пострадали 23 полицейских. 15 и 17 декабря в знак солидарности с протестующими не работала главное информационное агентство страны — Афинское агентство новостей — Македонское агентство новостей. 20 декабря 2010 афинский транспорт начал вторую неделю забастовок. К началу января 2011 забастовки продолжаются, в поддержку трудящихся общественного транспорта выступила Коалиция радикальных левых.
16 января 2011 состоялись массовые беспорядки в Афинах: осуществлённые поджоги банковой учреждения, штаб-квартиры партии ПАСОК и офиса строительной компании. 19 января 24-часовую забастовку провели работники гражданской авиации, с 19 по 21 января на протяжении 3 суток объявлена забастовка фармацевтов, которая длится до 31 января и продлена на следующую неделю. 31 января 24-часовую забастовку объявили работники Афинского метрополитена, а всю неделю бастовали другие работники транспорта.
Новой волной насилия обернулась общенациональная забастовка 23 февраля 2011 года. Демонстранты числом около 30 тысяч человек заполнили центр Афин от площади Омония до парка Педион ту Ареос. Забастовку возглавили две крупнейшие профсоюзы страны GSEE и ADEDY, количество членов которых составляет около 1,2 млн человек. Однако демонстрация быстро переросла в столкновения с полицией: протестующие начали забрасывать стражей порядка камнями, коктейлями Молотова. Последние ответили применением слезоточивого газа и дымовых гранат. Арестовано 9 человек, серьёзно пострадали 10 протестующих и 15 полицейских.
«вы просыпаетесь, читаете новости и каждое утро они начинаются с гражданских волнений в Греции»
В начале марта 2011 года получила распространение акция «Не буду платить!»: тысячи протестующих выступили против повышения платы за проезд в общественном транспорте и за пользование платными автострадами.
28 июня в Греции началась 48-часовая всеобщая забастовка — в связи с предстоящим голосованием в парламенте по новым жёстким мерам экономии, сопровождавшаяся акциями протеста.
8 сентября 2011 года греческие таксисты объявили о проведении 24-часовой забастовки в знак протеста против реформ в организации их профессии, также бастуют доктора и готовятся к стачке мусорщики и учителя.

## Промежуточный результат
В результате прокатившихся в октябре 2011 года общенациональных забастовок и акции протеста, 2 ноября 2011 года правительство Греции высказалось за проведение референдума по кредитному соглашению с Евросоюзом, которое было согласовано 26 октября 2011 года на Европейском саммите в Брюсселе и предусматривает меры по спасению Греции от дефолта на условиях жёсткой экономии.
Что вызвало необходимость срочной встречи европейских лидеров накануне Канского саммита G20, на которой будут решаться образовавшиеся проблемы Еврозоны. Так как некоторые аналитики считают, что политическая нерешительность греческого правительства приведёт к тому, что Греции придётся покинуть Еврозону, а это в свою очередь «может утопить всю Европу».

## 2012 год
В Греции уже три года идёт серьёзная борьба. У нас наибольшее количество национальных забастовок в Европе. Проводятся отраслевые забастовки, бесчисленные забастовки на отдельных заводах, предприятиях, в частном и государственном секторах.
Парламент Греции проголосовал за кредитное соглашение с ЕС, открыв путь к 100-миллиардному списанию долга. В Афинах и других городах прошли протесты против этого решения и массовые беспорядки, по их итогам полиция задержала более 140 человек.
4 апреля на центральной афинской площади Синтагма прошёл митинг. По разным оценкам собралось около 1,5 тыс. человек. Поводом стало самоубийство утром 4 апреля на этой площади 77-летнего пенсионера. Пенсионер объявил прохожим, что не может жить на свою пенсию, достал пистолет и выстрелил себе в голову.
В конце июля была прекращена продолжавшаяся более девяти месяцев забастовка рабочих-сталелитейщиков «Греческого сталелитейного завода» в афинском районе Аспропиргос.